# 419
Denna artikel handlar om året 419. För lurendrejeriklausulen med detta nummer, se Nigeriabrev.
419 (CDXIX) var ett normalår som började en onsdag i den julianska kalendern.

## Händelser

### April
- 3 april – Motpåven Eulalius avsätts.

### Okänt datum
- Theoderik efterträder Wallia som kung över visigoterna.
- Jin Gongdi efterträder Jin Andi som kejsare av Kina.
- Toulouse blir visigoternas huvudstad

## Födda
- 2 juli – Valentinianus III, västromersk kejsare, son till Constantius III och Galla Placidia.

## Avlidna
- Wallia, kung över visigoterna.
- Jin Andi, kinesisk kejsare av Jindynastin.